# Olympus Rally 1988
Rajd Olympus 1988 – Rajd USA (16. Olympus Rally) – 16. Rajd Olympus rozgrywany w USA w dniach 23-26 czerwca. Była to siódma runda Rajdowych Mistrzostw Świata w roku  1988. Rajd został rozegrany na nawierzchni szutrowej. Bazą rajdu były miasta Tacoma i Waszyngton.

## Zwycięzcy odcinków specjalnych[1]
| Etap | Data       | OS | Godzina | Nazwa                 | Długość  | Zwycięzca                | Czas             | Śred. pręd       | Lider rajdu        |
| ---- | ---------- | -- | ------- | --------------------- | -------- | ------------------------ | ---------------- | ---------------- | ------------------ |
| 1    | 23 czerwca | 1  | b.d.    | Tacoma Street Stage 1 | 1,93 km  | Paolo Alessandrini       | 1:24             | 82,71 km/h       | Paolo Alessandrini |
| 1    | 23 czerwca | 2  | b.d.    | Tacoma Street Stage 2 | 1,93 km  | Miki Biasion Alex Fiorio | 1:22             | 84,73 km/h       | Miki Biasion       |
| 1    | 24 czerwca | 3  | b.d.    | Bozey Creek 1         | 12,02 km | Miki Biasion             | 7:30             | 96,16 km/h       | Miki Biasion       |
| 1    | 24 czerwca | 4  | b.d.    | Larch Mountain 1      | 18,57 km | Rod Millen               | 12:22            | 90,10 km/h       | Miki Biasion       |
| 1    | 24 czerwca | 5  | b.d.    | Rock Candy Mountain 1 | 27,81 km | Miki Biasion             | 16:49            | 99,22 km/h       | Miki Biasion       |
| 1    | 24 czerwca | 6  | b.d.    | Mima Creek 1          | 8,21 km  | Miki Biasion Rod Millen  | 5:07             | 96,27 km/h       | Miki Biasion       |
| 1    | 24 czerwca | 7  | b.d.    | Cedar Creek 1         | 16,17 km | Miki Biasion             | 10:39            | 91,10 km/h       | Miki Biasion       |
| 1    | 24 czerwca | 8  | b.d.    | Wedekind 1            | 18,78 km | Miki Biasion             | 11:00            | 102,44 km/h      | Miki Biasion       |
| 1    | 24 czerwca | 9  | b.d.    | Cedar Creek 2         | 16,17 km | Miki Biasion             | 10:23            | 93,44 km/h       | Miki Biasion       |
| 1    | 24 czerwca | 10 | b.d.    | Wedekind 2            | 18,78 km | Miki Biasion Alex Fiorio | 10:45            | 104,82 km/h      | Miki Biasion       |
| 1    | 24 czerwca | 11 | b.d.    | Bozey Creek 2         | 12,02 km | Miki Biasion             | 7:20             | 98,35 km/h       | Miki Biasion       |
| 1    | 24 czerwca | 12 | b.d.    | Larch Mountain 2      | 18,57 km | Miki Biasion             | 12:01            | 92,72 km/h       | Miki Biasion       |
| 1    | 24 czerwca | 13 | b.d.    | Rock Candy Mountain 2 | 27,81 km | Miki Biasion             | 16:27            | 101,43 km/h      | Miki Biasion       |
| 1    | 24 czerwca | 14 | b.d.    | Mima Creek 2          | 8,21 km  | Miki Biasion             | 4:57             | 99,52 km/h       | Miki Biasion       |
|      |            |    |         |                       |          |                          |                  |                  | Miki Biasion       |
| 2    | 25 czerwca | 15 | b.d.    | Saint Martine         | 2,49 km  | Miki Biasion             | 1:49             | 82,24 km/h       | Miki Biasion       |
| 2    | 25 czerwca | 16 | b.d.    | Taylor Towne 1        | 15,77 km | Rod Millen               | 10:20            | 91,57 km/h       | Miki Biasion       |
| 2    | 25 czerwca | 17 | b.d.    | Dayton Gap 1          | 6,41 km  | Alex Fiorio              | 4:25             | 87,08 km/h       | Miki Biasion       |
| 2    | 25 czerwca | 18 | b.d.    | Stillwater Glen 1     | 13,86 km | Miki Biasion             | 9:37             | 86,47 km/h       | Miki Biasion       |
| 2    | 25 czerwca | 19 | b.d.    | Cranberry Marsh 1     | 8,37 km  | Rod Millen               | 4:46             | 105,36 km/h      | Miki Biasion       |
| 2    | 25 czerwca | 20 | b.d.    | Matlock North 1       | 8,79 km  | Miki Biasion             | 5:20             | 98,89 km/h       | Miki Biasion       |
| 2    | 25 czerwca | 21 | b.d.    | California Road 1     | 22,01 km | Odcinek odwołany         | Odcinek odwołany | Odcinek odwołany | Miki Biasion       |
| 2    | 25 czerwca | 22 | b.d.    | Schmocker Creek 1     | 10,03 km | Rod Millen               | 6:21             | 94,77 km/h       | Miki Biasion       |
| 2    | 25 czerwca | 23 | b.d.    | Taylor Towne 2        | 15,77 km | Rod Millen               | 10:07            | 93,53 km/h       | Miki Biasion       |
| 2    | 25 czerwca | 24 | b.d.    | Dayton Gap 2          | 6,41 km  | Rod Millen Miki Biasion  | 4:21             | 88,41 km/h       | Miki Biasion       |
| 2    | 25 czerwca | 25 | b.d.    | Stillwater Glen 2     | 13,86 km | Miki Biasion             | 9:16             | 89,74 km/h       | Miki Biasion       |
| 2    | 25 czerwca | 26 | b.d.    | Cranberry Marsh 2     | 8,37 km  | Rod Millen Miki Biasion  | 4:43             | 106,47 km/h      | Miki Biasion       |
| 2    | 25 czerwca | 27 | b.d.    | Matlock North 2       | 8,79 km  | Miki Biasion             | 5:15             | 100,46 km/h      | Miki Biasion       |
| 2    | 25 czerwca | 28 | b.d.    | California Road 2     | 22,01 km | Odcinek odwołany         | Odcinek odwołany | Odcinek odwołany | Miki Biasion       |
| 2    | 25 czerwca | 29 | b.d.    | Schmocker Creek 2     | 10,03 km | Miki Biasion             | 6:20             | 95,02 km/h       | Miki Biasion       |
|      |            |    |         |                       |          |                          |                  |                  | Miki Biasion       |
| 3    | 26 czerwca | 30 | b.d.    | Denny Ahl Hill 1      | 20,52 km | Rod Millen               | 11:44            | 104,93 km/h      | Miki Biasion       |
| 3    | 26 czerwca | 31 | b.d.    | Walter Creek 1        | 9,46 km  | Rod Millen               | 7:17             | 77,93 km/h       | Miki Biasion       |
| 3    | 26 czerwca | 32 | b.d.    | Spider Lake 1         | 28,69 km | Rod Millen               | 21:11            | 81,26 km/h       | Miki Biasion       |
| 3    | 26 czerwca | 33 | b.d.    | Nicklund Creek 1      | 13,90 km | Rod Millen               | 11:40            | 71,49 km/h       | Miki Biasion       |
| 3    | 26 czerwca | 34 | b.d.    | Denny Ahl Hill 2      | 20,52 km | Rod Millen               | 11:40            | 105,53 km/h      | Miki Biasion       |
| 3    | 26 czerwca | 35 | b.d.    | Walter Creek 2        | 9,46 km  | Rod Millen               | 7:11             | 79,02 km/h       | Miki Biasion       |
| 3    | 26 czerwca | 36 | b.d.    | Spider Lake 2         | 28,69 km | Miki Biasion             | 20:39            | 83,36 km/h       | Miki Biasion       |
| 3    | 26 czerwca | 37 | b.d.    | Nicklund Creek 2      | 13,90 km | Rod Millen               | 11:28            | 72,73 km/h       | Miki Biasion       |
| 3    | 26 czerwca | 38 | b.d.    | Canyon River          | 24,82 km | Rod Millen               | 13:55            | 107,01 km/h      | Miki Biasion       |

| Zwycięzcy OS-ów    | Zwycięzcy OS-ów |
| Kierowca           | Ilość           |
| ------------------ | --------------- |
| Miki Biasion       | 21              |
| Rod Millen         | 16              |
| Alex Fiorio        | 3               |
| Paolo Alessandrini | 1               |

## Wyniki końcowe rajdu[2]
| Msc. | Kierowca           | Pilot               | Samochód               | Czas    | Strata | Grupa | Punkty |
| ---- | ------------------ | ------------------- | ---------------------- | ------- | ------ | ----- | ------ |
| 1    | Miki Biasion       | Tiziano Siviero     | Lancia Delta Integrale | 5:28.44 | 0.0    | A8    | 20     |
| 2.   | Alex Fiorio        | Luigi Pirollo       | Lancia Delta Integrale | 5:34.07 | +5.23  | A8    | 15     |
| 3.   | John Buffum        | John Bellefleur     | Audi Coupé Quattro     | 5:44.59 | +16.15 | A8    | 12     |
| 4.   | Georg Fischer      | Thomas Zeltner      | Audi 200 Quattro       | 5:47.08 | +18.24 | A8    | 10     |
| 5.   | Giovanni Del Zoppo | Pierangelo Scalvini | Lancia Delta Integrale | 5:48.56 | +20.12 | N4    | 8      |
| 6.   | Jorge Recalde      | Jorge del Buono     | Lancia Delta Integrale | 5:51.38 | +22.54 | N4    | 6      |
| 7.   | Nobuhiro Tajima    | Kenzo Sudo          | Suzuki Cultus GTI      | 6:07.24 | +38.40 | A5    | 4      |
| 8.   | Rod Millen         | Harry Ward          | Mazda 323 4WD          | 6:15.11 | +46.27 | A8    | 3      |
| 9.   | Alan Carter        | Martin Headland     | Suzuki Cultus GTI      | 6:17.05 | +48.21 | A5    | 2      |
| 10.  | Michael Lieu       | Geoff Case          | Mitsubishi Galant VR-4 | 6:21.56 | +53.12 | N4    | 1      |

## Klasyfikacja po 7 rundach
Tabele przedstawiają tylko pięć pierwszych miejsc.

### Kierowcy
| Lp. | Kierowca     | Pkt |
| --- | ------------ | --- |
| 1   | Miki Biasion | 80  |
| 2   | Alex Fiorio  | 60  |
| 3   | Markku Alén  | 36  |
| 4   | Bruno Saby   | 32  |
| 5   | Yves Loubet  | 27  |

### Producenci
| Lp. | Producent | Pkt |
| --- | --------- | --- |
| 1   | Lancia    | 137 |
| 2   | Audi      | 49  |
| 3   | Ford      | 47  |
| 4   | Mazda     | 37  |
| 5   | BMW       | 25  |